# Maché
Cet article possède des paronymes, voir Mache.
Maché est une commune française située dans le département de la Vendée, en région Pays de la Loire.

## Géographie
La commune se trouve au nord-ouest de la Vendée, à environ 18 km de Challans, 25 km de La Roche-sur-Yon et 25 km de Saint-Gilles-Croix-de-Vie. La route départementale D 948, reliant les deux premières villes, la traverse mais passe à 3 km environ du bourg principal.
Le territoire municipal de Maché s'étend sur 1 816 hectares. L'altitude moyenne de la commune est de 44 mètres, avec des niveaux fluctuant entre 10 et 62 mètres,.
Elle est bordée au sud par le fleuve côtier la Vie, qui forme à cet endroit un lac de retenue, en amont d'un barrage situé dans la commune voisine d'Apremont.
| Saint-Christophe-du-Ligneron | Saint-Paul-Mont-Penit | La Chapelle-Palluau |
| Apremont                     | Maché                 |                     |
|                              |                       | Aizenay             |

### Climat
Pour des articles plus généraux, voir Climat des Pays de la Loire et Climat de la Vendée.
En 2010, le climat de la commune est de type climat océanique franc, selon une étude du CNRS s'appuyant sur une série de données couvrant la période 1971-2000. En 2020, Météo-France publie une typologie des climats de la France métropolitaine dans laquelle la commune est exposée à un climat océanique et est dans la région climatique  Bretagne orientale et méridionale, Pays nantais, Vendée, caractérisée par une faible pluviométrie en été et une bonne insolation. 
Pour la période 1971-2000, la température annuelle moyenne est de 12,5 °C, avec une amplitude thermique annuelle de 13,5 °C. Le cumul annuel moyen de précipitations est de 833 mm, avec 12,5 jours de précipitations en janvier et 6,4 jours en juillet. Pour la période 1991-2020, la température moyenne annuelle observée sur la station météorologique de Météo-France la plus proche, sur la commune de Palluau à 8 km à vol d'oiseau, est de 12,6 °C et le cumul annuel moyen de précipitations est de 928,6 mm,. Pour l'avenir, les paramètres climatiques de la commune estimés pour 2050 selon différents scénarios d'émission de gaz à effet de serre sont consultables sur un site dédié publié par Météo-France en novembre 2022.

## Urbanisme

### Typologie
Au 1er janvier 2024, Maché est catégorisée commune rurale à habitat dispersé, selon la nouvelle grille communale de densité à sept niveaux définie par l'Insee en 2022.
Elle est située hors unité urbaine et hors attraction des villes,.

### Occupation des sols
L'occupation des sols de la commune, telle qu'elle ressort de la base de données européenne d’occupation biophysique des sols Corine Land Cover (CLC), est marquée par l'importance des territoires agricoles (90,7 % en 2018), en diminution par rapport à 1990 (93 %). La répartition détaillée en 2018 est la suivante : 
terres arables (62,7 %), zones agricoles hétérogènes (22,1 %), zones urbanisées (6,5 %), prairies (5,9 %), eaux continentales (2,9 %). L'évolution de l’occupation des sols de la commune et de ses infrastructures peut être observée sur les différentes représentations cartographiques du territoire : la carte de Cassini (XVIIIe siècle), la carte d'état-major (1820-1866) et les cartes ou photos aériennes de l'IGN pour la période actuelle (1950 à aujourd'hui).

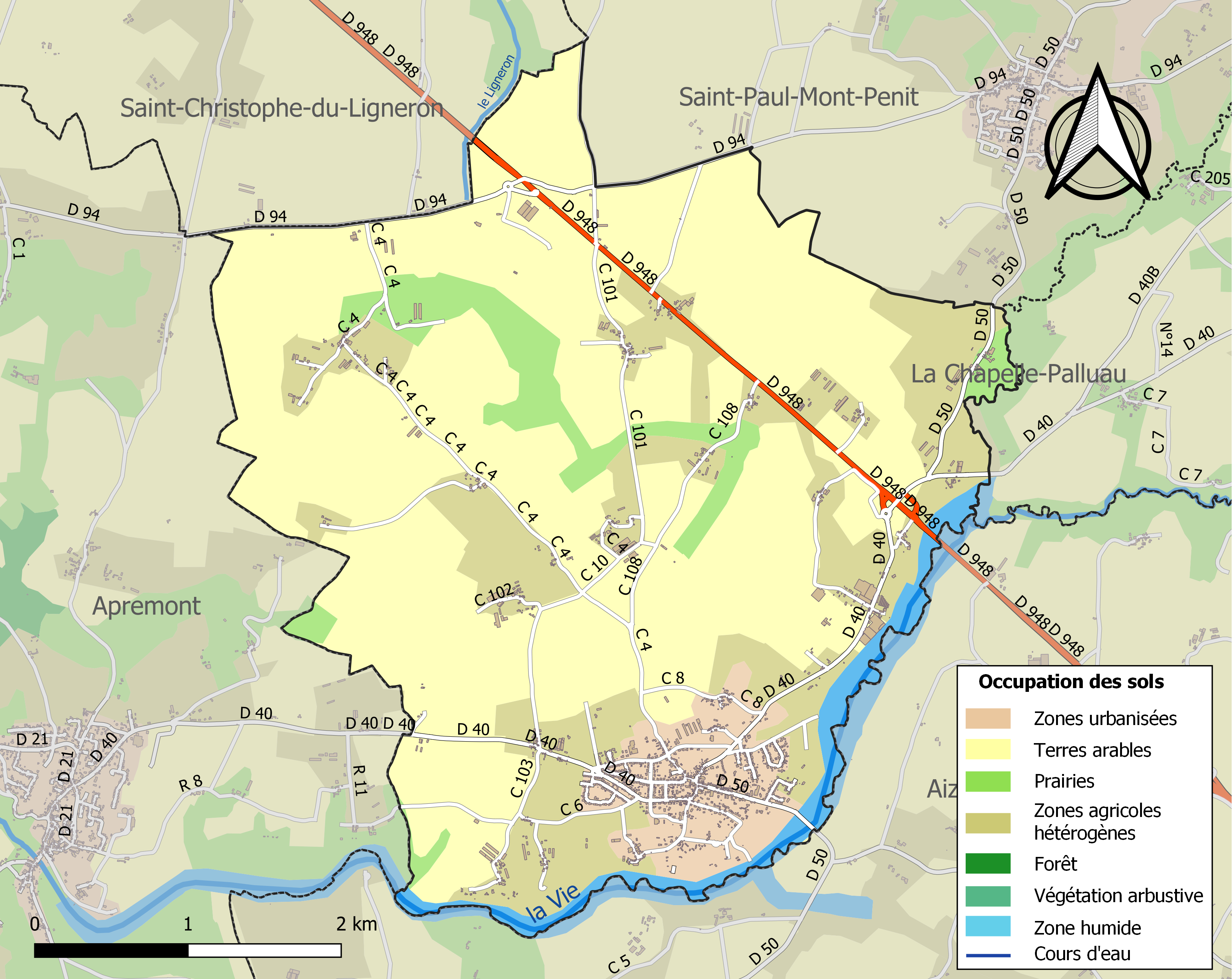
Carte des infrastructures et de l'occupation des sols de la commune en 2018 (CLC).

## Héraldique
| Blason | Blasonnement : Taillé de sinople et d'argent chargé d'une caille au naturel soutenue par trois divises ondées d'azur en pointe et accompagnée en chef au canton dextre d'un double cœur vidé, croiseté et couronné cousu de gueules. |

## Politique et administration

### Liste des maires
| Période                                  | Période                 | Identité               | Étiquette | Qualité                                           |
| ---------------------------------------- | ----------------------- | ---------------------- | --------- | ------------------------------------------------- |
| Les données manquantes sont à compléter. |                         |                        |           |                                                   |
| ca. 1935                                 |                         | Émile Praud            |           |                                                   |
| 1947                                     | mars 1959               | Pierre Duranteau       |           |                                                   |
| mars 1959                                | 23 mai 1969 (démission) | Émile Chardonneau      |           | Ancien exploitant agricole                        |
| 23 mai 1969                              | 18 mars 1983            | Simon Raffin           |           |                                                   |
| 18 mars 1983                             | 27 mai 1983 (démission) | Daniel Thénard         |           |                                                   |
| 27 mai 1983                              | 29 janvier 1988 (décès) | Jacques Buton          |           | Professeur, ancien adjoint                        |
| février 1988                             | mars 1989               | Maryse Sirot           |           |                                                   |
| mars 1989                                | 14 mars 2008            | Jean Rolland           | DVD       | Officier de marine à la retraite                  |
| 14 mars 2008                             | 23 mai 2020             | Jean-Pierre Micheneau, |           | Cadre bancaire à la retraite                      |
| 23 mai 2020                              | En cours                | Frédéric Rager         |           | Encadrant en restauration collective hospitalière |

## Population et société

### Démographie

#### Évolution démographique
L'évolution du nombre d'habitants est connue à travers les recensements de la population effectués dans la commune depuis 1793. Pour les communes de moins de 10 000 habitants, une enquête de recensement portant sur toute la population est réalisée tous les cinq ans, les populations de référence des années intermédiaires étant quant à elles estimées par interpolation ou extrapolation. Pour la commune, le premier recensement exhaustif entrant dans le cadre du nouveau dispositif a été réalisé en 2007.

En 2022, la commune comptait 1 754 habitants, en évolution de +18,27 % par rapport à 2016 (Vendée : +5,33 %, France hors Mayotte : +2,11 %).
| 1793 | 1821 | 1831 | 1836 | 1841 | 1846 | 1851 | 1856 | 1861 |
| ---- | ---- | ---- | ---- | ---- | ---- | ---- | ---- | ---- |
| 600  | 626  | 632  | 643  | 640  | 645  | 655  | 687  | 704  |

| 1866 | 1872 | 1876 | 1881 | 1886 | 1891 | 1896 | 1901 | 1906 |
| ---- | ---- | ---- | ---- | ---- | ---- | ---- | ---- | ---- |
| 762  | 752  | 769  | 812  | 860  | 911  | 967  | 986  | 998  |

| 1911 | 1921 | 1926 | 1931 | 1936 | 1946 | 1954 | 1962 | 1968 |
| ---- | ---- | ---- | ---- | ---- | ---- | ---- | ---- | ---- |
| 952  | 901  | 933  | 877  | 829  | 841  | 800  | 793  | 740  |

| 1975 | 1982 | 1990 | 1999  | 2006  | 2007  | 2012  | 2017  | 2022  |
| ---- | ---- | ---- | ----- | ----- | ----- | ----- | ----- | ----- |
| 768  | 789  | 899  | 1 094 | 1 251 | 1 273 | 1 303 | 1 545 | 1 754 |

#### Pyramide des âges
En 2018, le taux de personnes d'un âge inférieur à 30 ans s'élève à 36,3 %, soit au-dessus de la moyenne départementale (31,6 %). À l'inverse, le taux de personnes d'âge supérieur à 60 ans est de 20,8 % la même année, alors qu'il est de 31,0 % au niveau départemental.
En 2018, la commune comptait 816 hommes pour 748 femmes, soit un taux de 52,17 % d'hommes, largement supérieur au taux départemental (48,84 %).
Les pyramides des âges de la commune et du département s'établissent comme suit.
| Hommes | Classe d’âge | Femmes |
| ------ | ------------ | ------ |
| 0,1    | 90 ou +      | 0,5    |
| 4,2    | 75-89 ans    | 5,2    |
| 16,0   | 60-74 ans    | 15,6   |
| 20,0   | 45-59 ans    | 20,7   |
| 22,7   | 30-44 ans    | 22,2   |
| 14,0   | 15-29 ans    | 14,1   |
| 22,9   | 0-14 ans     | 21,7   |

| Hommes | Classe d’âge | Femmes |
| ------ | ------------ | ------ |
| 0,8    | 90 ou +      | 2,2    |
| 8,7    | 75-89 ans    | 11,1   |
| 20,3   | 60-74 ans    | 21,3   |
| 20     | 45-59 ans    | 19,4   |
| 17,5   | 30-44 ans    | 16,8   |
| 15     | 15-29 ans    | 13,2   |
| 17,7   | 0-14 ans     | 16,1   |

## Lieux et monuments
- Église Saint-Pierre-des-Liens.

## Pour approfondir